# Nuaf Railuli
Der Nuaf Railuli ist ein Berg in der osttimoresischen Gemeinde Bobonaro. Er liegt im äußersten Westen des Sucos Cowa (Verwaltungsamt Balibo), in der Aldeia Rai Luli und hat eine Höhe von 553 m. Im Westen und Norden des Berges verläuft die Staatsgrenze zu Indonesien. Südlich liegt der Berg Foho Baireness (553 m).